# Big Hill Fire Lookout Tower
La Big Hill Fire Lookout Tower est une tour de guet du comté de Marion, dans le Tennessee, aux États-Unis. Elle est inscrite au Registre national des lieux historiques depuis le 28 juin 2021.